# 伊美黛·史道頓
伊美黛·瑪麗·裴洛梅娜·貝爾納黛特·史道頓女爵士，DBE（英語：Dame Imelda Mary Philomena Bernadette Staunton，1956年1月9日—），英格蘭女演員。史道頓於皇家戲劇藝術學院接受培訓，1976年在話劇團開始其職業生涯，並出現在英國的各種劇場製作之中。
史道頓在其職業生涯中曾在倫敦演出過各種戲劇和音樂劇，並贏得四項羅蘭士·奧利花獎；她憑著在音樂劇《走進樹林中》、《魔街理髮師》和《吉普賽人》中的角色而獲得三項羅蘭士·奧利花最佳音樂劇女主角獎，以及憑著她於《玉米是綠色的》及《不贊成合唱團》中的工作而獲得一項羅蘭士·奧利花最佳配角獎。她的其他舞台表演還包括《乞丐歌劇》、《奧茲國之偉大巫師》、《萬尼亞叔叔》、《紅男綠女》、《娛樂斯隆先生》和《好人》。她曾獲得13項《羅蘭士·奧利花獎》的提名。
電影方面，史道頓於《安東妮雅與珍》演出了；她在簡尼夫·伯納的喜劇《那一年我們有約》和《抱得有情郎》中擔任多個配角；李安改編的《理性與感性》；還有古裝浪漫喜劇《寫我深情》。她在麥克·李的《地下觀音》中擔任主角而廣受好評，她除了因此獲得英國電影學院獎最佳女主角外，她亦獲得威尼斯影展的最佳女演員和沃爾庇盃最佳女演員獎，她還獲得奧斯卡金像獎、金球獎和美國演員工會獎最佳女演員的提名。後來，由於她在哈利波特系列電影的《哈利波特：鳳凰會的密令》和《哈利波特：死神的聖物Ⅰ》中飾演多洛雷斯·乌姆里奇一角而獲得更廣泛觀眾的認識。其後，史道頓繼續於《魔法褓母麥克菲》中擔任配角，也在《另一年》裡跟麥克·李重逢，還演出《唐頓莊園》的電影續集。2014年，她在歷史電影《驕傲大聯盟》中演譯人權護衛者赫菲娜·海頓，並演出了英國喜劇《舞動心人生》等。她還為電影《咪走雞》、《亞瑟少爺救聖誕》和《柏靈頓》配音。
電視方面，史道頓演出了情景喜劇《沿著花園小徑》和《這合法嗎？》。她在《我的家人和其他動物》中的演出為她贏得國際艾美獎最佳女主角的提名，而她於《重回克蘭福鎮》及《等待的女孩》中的角色獲得《英國電視學院獎》的最佳電視女配角的提名。對於後者，她還獲得了黃金時段艾美獎有限或選集系列或電影優秀女配角。於《王冠 (电视剧)》的最後兩季的劇集裡飾演老年時期的英女皇伊利莎白二世。

## 早年生活
史道頓出生英國北倫敦的阿契威，父母分別是道路工人約瑟夫·史道頓（Joseph Staunton）和理髮師布里迪·史道頓（娘家姓氏為麥克尼古拉斯），伊美黛兩人的獨生女。他們一家住在史道頓母親的理髮店裡。她的父母是來自愛爾蘭梅奧郡的第一代天主教移民，她的父親來自貝勒韋里，而母親來自保和拉。她的母親是一位不會讀音樂的音樂家，但她幾乎可以用手風琴或小提琴演奏任何曲調，並且曾經於愛爾蘭表演樂隊中演奏。
史道頓於聖聯合天主教學校就讀中學時，她跟其演講老師杰奎琳·斯托克一起上戲劇課，該老師啟發了她對演戲的興趣，並讓她演出學校戲劇，包括於《乞丐的歌劇》中飾演波莉桃子（Polly Peachum）的角色。在老師的鼓勵下，她參加了戲劇學校的試鏡，並在18歲時入讀於英國皇家戲劇藝術學院。

## 演藝生涯

### 劇場
史道頓於1976年從皇家戲劇藝術學院畢業，然後在英國話劇團度過了六年，包括在雅息特的諾斯科特劇院工作了一段時間，她並於那裡在蕭伯納的1979年劇目《聖貞德》裡擔任主角。後來，她繼續前進至皇家國家劇院演出，包括1982年《乞丐歌劇》中的露西·洛克特（Lucy Lockit），該角色為她贏得《羅蘭士·奧利花獎》的最佳音樂劇女主角及最佳戲劇新人。她還出現於皇家國家劇院的兩部《紅男綠女》復興劇目；首次於1982年演出，當中她跟其丈夫占·卡特邂逅，而第二次於1996年演出，當中她所飾演的>阿德萊德小姐（Miss Adelaide）讓她獲得《羅蘭士·奧利花獎》最佳音樂劇女主角的提名。
1985年，史道頓憑著在舊維克劇場演出的《玉米是綠色的》，以及在皇家國家劇院演出的《不贊成合唱團》中的工作讓她獲得其首個羅蘭士·奧利花獎最佳配角獎。她還在1987年於皇家莎士比亞劇團在巴比肯藝術中心復興的《奧茲國歷險記》中飾演桃樂絲·蓋爾的角色，這為她贏得了另一項《羅蘭士·奧利花獎》的最佳音樂劇女主角的提名。在最初倫敦製作的1990年音樂劇《走進樹林中》中，史道頓因飾演麪包師的妻子而獲得她的首個《羅蘭士·奧利花獎》的最佳音樂劇女主角的獎項。
在隨後的20年裡，史道頓主要在戲劇中扮演的角色，包括在1988年的《萬尼亞叔叔》中的索雅（Sonya）、2009年《娛樂斯隆先生》的凱絲（Kath）和2014年的《好人》，她因此獲得了《羅蘭士·奧利花獎》的最佳戲劇女主角提名。她還出現於阿爾梅達劇院的兩部作品中，首先是2007年
弗蘭克·麥軒尼斯的《這裡來了個騎馬的吉卜賽人（There Came a Gypsy Riding）》首映式上，其次是2011年愛德華·阿爾比之《微妙的平衡》的複興版本。
最近，史道頓出現於奇切斯特節日劇院的兩部作品中，包括於2011年—2012年期間在史蒂芬·桑坦的《魔街理髮師》裡扮演洛維特夫人的角色，她於該劇跟米高·鮑爾主演，然後在2014至2015年之間的《吉普賽人》復興中飾演露絲，這兩部作品以廣受好評和商業上的好評而移師至倫敦進行演出。
史道頓憑藉這兩部作品分別在2013年和2016年獲得她的第二個和第三個《羅蘭士·奧利花獎》的最佳音樂劇女主角。隨後，史道頓於2017年於皇家國家劇院的史蒂芬·桑坦復興的戲劇《富麗秀》中飾演莎莉（Sally）一角，同劇的珍妮迪飾演菲利斯（Phyllis），而菲力普·奎斯特飾演本（Ben）。該節目於2017年11月16日透過英國國家劇院現場作現場直播。
史道頓於2017年回歸西區的哈羅德·品特劇院上演的《誰怕了維珍妮亞·伍爾夫？》中飾演瑪莎（Martha）一角，同劇演員還有康倫·希爾、盧克·崔德威和伊莫珍·蓋伊·波茨。該戲劇於2017年5月18日在英國國家劇院現場播放。

### 電影

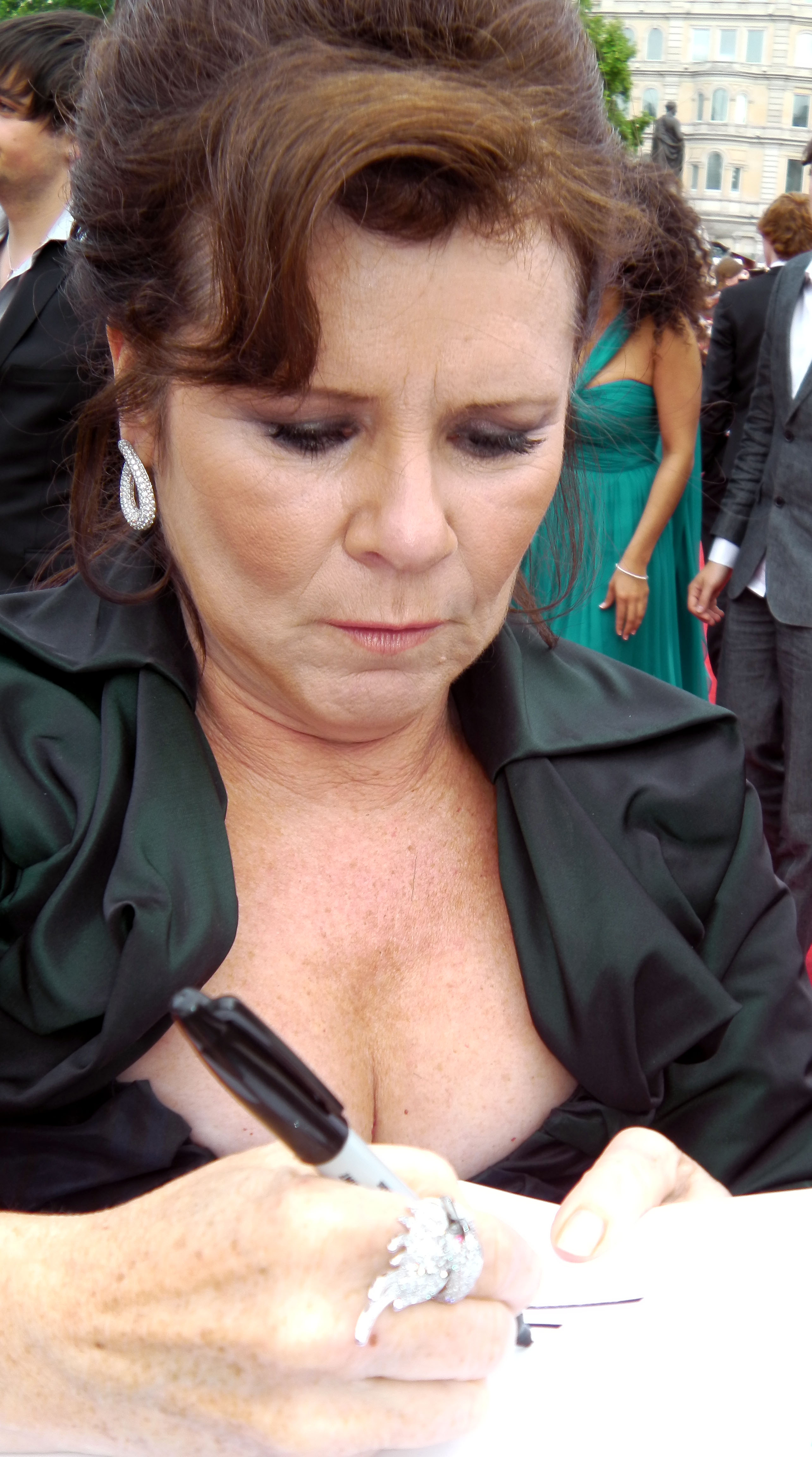
2011年，史道頓出席《哈利波特：死神的聖物2》的首映禮。

史道頓的首個大銀幕角色出現在1986年的電影《甜蜜蜜》。隨後，她出現於1991年的電視作品《安東妮雅與珍》，以及1992年的電影《那一年我們有約》。其他的電影作品包括1993年的《抱得有情郎》和《致命建議》、《理性與感性》（1995年）、《第十二夜：夜心情》（1996年）、《咪走雞》（2000年）、《別樣人生》（2001年）、《光彩年華》（2003年）、《魔法褓母麥克菲》（2005年），以及2007年的《街頭日記》和《你又如何》。
1998年，史道頓憑藉《莎翁情史》獲得美國演員工會獎的最佳演員獎。2004年，她在《歐洲電影獎》、《英國電影學院獎》和《威尼斯電影節》上獲得最佳女主角的獎項，以表彰她在麥克·李的《地下觀音》中扮演主角的表現，該片還獲得了最佳電影。憑藉同一個角色，史道頓首次獲得奧斯卡最佳女主角、金球獎劇情類電影最佳女主角，以及美國演員工會獎最佳女主角的提名。
史道頓在2007年的哈利波特系列電影《哈利波特与凤凰社》中飾演桃樂絲·恩不里居一角，其表現被描述為「幾乎搶盡風頭」。她在《倫敦影評人協會》的頒獎典禮上被提名為「最佳英國女配角」的類別。隨後，史道頓在2010年於《哈利·波特与死亡圣器（上）》裡重演了恩不里居一角。
史道頓其他電影角色還包括2008年的電影《一幫業餘者》，當中她跟畢·雷諾士、戴力·積合比及薩曼莎·邦德一同演出，還有李安於2009年的作品《胡士托風波》。史道頓還在添·布頓的《愛麗絲夢遊仙境》中替會說話的花朵（Talking Flowers）配音，並在2011年的幽靈電影《靈動檔案》中擔任主角之一。2012年，她在阿德曼動畫電影《海盜王之超級無敵大作戰》中，她在當中聲演主要反派維多利亞女皇。2014年，她在《黑魔：沉睡魔咒》以及英國喜劇劇情電影《大愛．同行》裡作聯合主演。
2014年末，史道頓為米高·邦德（Michael Bond）的一部根據柏靈頓熊兒童故書改編而成的電影《柏靈頓》中擔任配音的角色。史道頓跟《哈利波特》聯合主演的米高·甘邦分別為柏靈頓的露西阿姨和帕斯圖佐叔叔配音。
2018年8月的一份公告顯示，透露史道頓大約於《唐頓莊園》開始主要拍攝的同一時間裡，她將加入該劇原版演員的其中一位新成員。

### 電視
史道頓於1986年的《歌唱偵探》、《駭人命案事件簿》和1995-98年的情景喜劇《合法的嗎？》，以及《費亞萊利騷》還有其他的電視角色。
1993年，史道頓跟理查德·布賴爾斯與阿德里安·埃德蒙森一起出現於電視劇《若你看到上帝就告訴祂》。史道頓還於1995年的HBO電影《獵殺X計劃》中飾演布拉科夫警探的妻子，當中講述了追捕和抓捕俄羅斯連環殺手安德烈·齊卡提洛的故事。1994年，史道頓在《鼴鼠的聖誕節》中作為配音演員。
2005年，史道頓在《大英國小人物》裡客串飾演米德夫人（Mrs. Mead），並在2007年於《克蘭福鎮》裡飾演思想自由的八卦人物波爾小姐，這部劇集是根據加斯凱爾夫人的小說改編的5集《BBC》的劇集。
2011年，史道頓在《瘋城記》的第二季中飾演格蕾絲·安德魯斯（Grace Andrews）。同年，她在《異世奇人》裡憑著《等待的女孩》中的「界面之聲（Voice of the Interface）」而廣受好評，並憑此獲得《雨果獎最佳戲劇表現獎》的提名。史道頓在2012年於HBO電視電影《女孩》中飾演亞弗列·希治閣的妻子阿爾瑪·雷維爾，該片也由陶比·瓊斯和施安娜·米勒一起主演。史道頓的表現讓她獲得《英國電視學院獎》及《黃金時段艾美獎》的提名。
自2020年5月起，史道頓演出Apple TV+喜劇系列《家·多點嘗試》。該劇集的第一季於2020年5月1日首播，而第二季於2021年5月14日首播，該劇集已經持續更新至第三季。2020年1月31日，據消息宣布她將在廣受好評的《Netflix》劇集《王冠》的第5季裡飾演英女皇伊利沙伯二世。2020年7月9日，該系列宣布將延長至第六季也是最後一季，史道頓再次重演英女皇的角色。

### 電台
在電台中，史道頓演出了偵探廣播劇系列《朱莉恩菲爾德調查》的主角，並在喜劇《沿著花園小徑》中擔任主角伊茲·康明（Izzy Comyn），該劇後來移師到ITV並由史道頓重演該角色；在1999年的《省夫人日記（Diary of a Provincial Lady）》中，她於第1季的《大象捉鰻魚》中飾演「英勇的凱特（Courageous Kate）」，以及於第2季的《現時衛城》中飾演贊西佩（Xanthippe）。
史道頓在第二次世界大戰後的神秘系列《畏懼與苦行僧（Daunt and Dervish）》裡跟安娜·梅西搭檔，並在《帕特里克與莫琳也許的音樂體驗》中跟帕特里克·巴洛搭檔。在BBC電台第4台的《奈傑爾·莫爾斯沃思的斯庫爾時代（The Skool Days of Nigel Molesworth）》中，史道頓於五個部分（每節15分鐘）裡扮演了一個小學男生的角色。

### 其他工作
史道頓為朱莉婭·唐納森的許多兒童讀物提供了完整的有聲讀物版本，包括《咕嚕牛》、《咕嚕牛的孩子》、《猴子拼圖》、《蝸牛與鯨魚》、《棍子人》和《桑格》，以及其他兒童讀物。2014年，她跟其丈夫占·卡特及Show of Hands
共同製作了《百年紀念：一戰的文字與音樂（Centenary: Words and Music of the Great War）》，那是一張來自第一次世界大戰並受其啟發的歌曲和詩歌專輯。
史道頓也是由標·尼菲、喬爾斯·荷蘭和凱茜·伯克一起於北約克郡莫爾頓所成立的新藝術中心——Milton Rooms的贊助人。

## 個人生活
史道頓與英國演員占·卡特結婚並於1993年育有女兒貝絲·卡特，他們一家住在西漢普斯特德。2007年，他們出現在BBC連續劇《克蘭福鎮》裡，卡特飾演布朗船長，而貝絲飾演女僕。
2014年，史道頓的愛犬莫莉（Molly）於10月6日至11月8日在奇切斯特節日劇院（Chichester Festival Theatre）以《這裡來了個騎馬的吉卜賽人（There Came a Gypsy Riding）》中的小狗喬西（Chowsie）之身份出現。史道頓於該戲劇裡飾演主露絲媽媽。

## 作品

### 電影
| 年份 | 電影                                                    | 角色                                                     | 備註                 | 參考            |
| ---- | ------------------------------------------------------- | -------------------------------------------------------- | -------------------- | --------------- |
| 1986 | 甜蜜蜜                                                  | 貝茜·納夫力斯（Betsy Loveless）                          |                      | [ 80 ]          |
| 1992 | 那一年我們有約                                          | 瑪麗·查爾斯頓（Mary Charleston）                         |                      | [ 81 ]          |
| 1993 | 抱得有情郎                                              | 瑪格麗特（Margaret）                                     |                      | [ 82 ]          |
| 1994 | 致命建議                                                | 貝絲·格林活特（Beth Greenwood）                          |                      | [ 83 ]          |
| 1995 | 白雪女王                                                | 艾薇／安哥拉（Ivy/Angorra）                              | 聲音演出；非戲院首映 | [ 84 ]          |
| 1995 | 理性與感性                                              | 夏洛特·帕爾默（Charlotte Palmer）                        |                      | [ 85 ]          |
| 1996 | 第十二夜：夜心情                                        | 瑪莉亞                                                   |                      | [ 86 ]          |
| 1996 | 白雪女王的復仇                                          | 埃斯佩思／羅威娜（Elspeth/Rowena）                       | 聲音演出；非戲院首映 | [ 87 ]          |
| 1997 | 記得我嗎？                                              | 洛娜（Lorna）                                            |                      | [ 88 ]          |
| 1997 | 醜小鴨（The Ugly Duckling）                             | 邋遢（Scruffy）                                          | 聲音演出；非戲院首映 | [ 89 ]          |
| 1998 | 莎翁情史（Shakespeare in Love）                         | 護士                                                     |                      | [ 90 ]          |
| 1999 | 傑克與豌豆（Jack & the Beanstalk）                      | 迪莉（Dilly）                                            | 聲音演出；非戲院首映 | [ 91 ]          |
| 2000 | 咪走雞                                                  | 邦蒂（Bunty）                                            | 聲音演出             | [ 92 ]          |
| 2000 | 鼠                                                      | 康奇塔·弗林（Conchita Flynn）                            |                      | [ 93 ]          |
| 2001 | 別樣人生                                                | 埃塞爾·格雷登（Ethel Graydon）                           |                      | [ 94 ]          |
| 2001 | 心動                                                    | 珍妮（Janine）                                           |                      | [ 95 ]          |
| 2002 | 彭妮·艾莉森的奇案 （The Strange Case of Penny Allison） | 彭妮·艾莉森／艾莉森·艾林 （Penny Allison/Alison Ayling） | 短片；非戲院首映     | [ 96 ]          |
| 2002 | 就緒（Ready）                                           | 娜奧美（Naomi）                                          | 短片                 | [ 98 ]          |
| 2003 | 利物浦的聖女（The Virgin of Liverpool）                 | 西薇雅·康倫（Sylvia Conlon）                             |                      | [ 99 ]          |
| 2003 | 光彩年華                                                | 布朗夫人（Lady Brown）                                   |                      | [ 100 ]         |
| 2003 | 我在這                                                  | 布麗姬博士（Dr. Bridget）                                |                      | [ 101 ]         |
| 2003 | 黑球                                                    | 布麗姬（Bridget）                                        |                      | [ 102 ]         |
| 2004 | 地下觀音（Vera Drake）                                  | 薇拉·德雷克（Vera Drake）                                |                      | [ 103 ]         |
| 2005 | 魔法褓母麥克菲                                          | 布拉瑟威克太太（Mrs. Blatherwick）                       |                      | [ 104 ]         |
| 2006 | 幻影人                                                  | 科克倫大使（Ambassador Cochran）                         | 非戲院首映           | [ 105 ]         |
| 2007 | 街頭日記                                                | 瑪格麗特·坎貝爾（Margaret Campbell）                     |                      | [ 106 ]         |
| 2007 | 哈利波特与凤凰社                                        | 桃樂絲·恩不里居                                          |                      | [ 107 ]         |
| 2007 | 你又如何                                                | 海素·南丁格爾（Hazel Nightingale）                       |                      | [ 108 ]         |
| 2008 | 事不過三                                                | 露絲瑪莉·卡西迪（Rosemary Cassidy）                      |                      | [ 109 ]         |
| 2008 | 一幫業餘者                                              | 瑪莉（Mary）                                             |                      | [ 110 ]         |
| 2009 | 胡士托風波                                              | 索尼婭·泰希伯格（Sonia Teichberg）                       |                      | [ 111 ]         |
| 2010 | 魔境夢遊                                                | 高大的花臉（Tall Flower Faces）                          | 聲音演出             | [ 112 ]         |
| 2010 | 另一年                                                  | 珍妮特（Janet）                                          |                      | [ 113 ]         |
| 2010 | 哈利波特与死亡圣器（上）                                | 桃樂絲·恩不里居                                          |                      | [ 114 ]         |
| 2011 | 靈動檔案                                                | 莫德·希爾（Maud Hill）                                   |                      | [ 115 ]         |
| 2011 | 亞瑟少爺救聖誕                                          | 聖誕老婆                                                 | 聲音演出             | [ 116 ]         |
| 2012 | 海盜王之超級無敵大作戰                                  | 維多利亞女皇                                             | 聲音演出             | [ 117 ]         |
| 2014 | 驕傲大聯盟                                              | 海菲娜·海頓                                              |                      | [ 118 ]         |
| 2014 | 黑魔后：沉睡魔咒                                        | 仙女教母                                                 |                      | [ 119 ]         |
| 2014 | 柏靈頓熊                                                | 露絲阿姨                                                 | 聲音演出             | [ 120 ]         |
| 2017 | 小鳥（Little Bird）                                     | 大副辛普金斯（First Officer Simpkins）                   | 短片                 | [ 121 ] [ 122 ] |
| 2017 | 舞動心人生                                              | 珊迪娜·雅博特（Sandra Abbott）                           |                      | [ 123 ]         |
| 2017 | 柏靈頓2                                                 | 露絲阿姨                                                 | 聲音演出             | [ 124 ]         |
| 2019 | 唐頓莊園                                                | 莫德·巴格肖夫人（Lady Maud Bagshaw）                     |                      | [ 125 ]         |
| 2019 | 黑魔后2                                                 | 仙女教母                                                 |                      | [ 126 ]         |
| 2020 | 附身符                                                  | 克萊爾修女                                               |                      | [ 127 ]         |
| 2022 | 唐頓莊園：全新世代                                      | 莫德·巴格肖夫人（Lady Maud Bagshaw）                     |                      | [ 128 ]         |
| 2023 | 咪走雞續集                                              | 邦蒂（Bunty）                                            | 聲音演出；製作中     | [ 129 ]         |

### 劇場演出
| 年份      | 劇目                                                   | 角色                                                     | 劇場                             | 備註               | 參考            |
| --------- | ------------------------------------------------------ | -------------------------------------------------------- | -------------------------------- | ------------------ | --------------- |
| 1982–1983 | 紅男綠女                                               | 美美（Mimi）— 隔熱箱女孩 阿德萊德小姐（Miss Adelaide）}} | 皇家國家劇院                     |                    | [ 131 ]         |
| 1982–1983 | 乞丐歌劇                                               | 莫莉·布拉森（Molly Brazen） 露西·洛克特（Lucy Lockit）   | 皇家國家劇院                     |                    | [ 132 ]         |
| 1982–1983 | 二戰中的施維克                                         | 安娜（Anna）                                             | 皇家國家劇院                     |                    | [ 133 ]         |
| 1984      | 我的主人們，瘋狂的世界                                 | 珍妮特·克勞頓（Janet Claughton）                         | 皇家斯特拉特福東劇院             |                    | [ 134 ]         |
| 1984      | 我們好女孩（Us Good Girls）                            | 葆萊特（Paulette）                                       | 蘇豪劇院                         |                    | [ 135 ]         |
| 1985      | 玉米是綠色的                                           | 貝西·華堤（Bessie Watty）                                | 舊維克劇場                       |                    | [ 136 ]         |
| 1985–1986 | 不贊成合唱團                                           | 漢娜·盧埃林（Hannah Llewellyn）                          | 皇家國家劇院                     |                    | [ 137 ]         |
| 1987      | 維納斯和阿多尼斯                                       | 維納斯                                                   | 巴比肯藝術中心                   |                    | [ 138 ]         |
| 1987      | 西方的美麗少女                                         | 貝絲·布里奇斯（Bess Bridges）                            | 美人魚劇院                       |                    | [ 139 ]         |
| 1987      | 他們射馬，不是嗎？                                     | 格洛麗亞·比蒂（Gloria Beatty）                           | 美人魚劇院                       |                    | [ 140 ]         |
| 1987–1988 | 奧茲國之偉大巫師                                       | 桃樂絲·蓋爾                                              | 巴比肯藝術中心                   |                    | [ 141 ]         |
| 1988      | 萬尼亞叔叔                                             | 索雅（Sonya）                                            | 雜耍劇院                         |                    | [ 142 ]         |
| 1989      | 淑女與單簧管 （The Lady and the Clarinet）             | 露巴（Luba）                                             | 國王劇院                         |                    | [ 143 ]         |
| 1990–1991 | 走進樹林中                                             | 麪包師的妻子（The Baker's Wife）                         | 倫敦鳳凰劇院                     |                    | [ 144 ]         |
| 1991      | 大膽的女孩（Bold Girls）                               | 嘉茜（Cassie）                                           | 漢普斯特德劇院                   |                    | [ 145 ]         |
| 1994      | 在藉來的時間裡 （On Borrowed Time）                    | —                                                        | 南華克劇院                       | 製片人及導演       | [ 146 ]         |
| 1994–1995 | 斯拉夫人                                               | 邦菲拉（Bonfila）                                        | 漢普斯特德劇院                   |                    | [ 147 ]         |
| 1996      | 人身保護令                                             | 斯瓦布夫人（Mrs. Swabb）                                 | 倫敦道馬劇院                     |                    | [ 148 ]         |
| 1996–1997 | 紅男綠女                                               | 阿德萊德小姐（Miss Adelaide）                            | 皇家國家劇院                     |                    | [ 149 ]         |
| 1998      | 道馬劇院的一眾女主角                                   | —                                                        | 倫敦道馬劇院                     | 獨腳戲卡巴萊表演季 | [ 150 ]         |
| 2000–2001 | 生命 x 3                                               | 伊奈絲（Ines）                                           | 皇家國家劇院 舊維克劇場          |                    | [ 151 ] [ 152 ] |
| 2004      | 印花布（Calico）                                       | 諾拉·巴諾克                                              | 約克公爵劇院                     |                    | [ 153 ]         |
| 2007      | 這裡來了個騎馬的吉卜賽人 （There Came a Gypsy Riding） | 瑪格麗特（Margaret）                                     | 阿爾梅達劇院                     |                    | [ 154 ]         |
| 2007      | 富麗秀（Follies in Concert）                           | 海蒂·沃克（Hattie Walker）                               | 倫敦守護神劇院                   | 慈善音樂會         | [ 155 ]         |
| 2009      | 娛樂斯隆先生                                           | 凱絲（Kath）                                             | 特拉法加工作室                   |                    | [ 156 ]         |
| 2011      | 微妙的平衡                                             | 克萊爾（Claire）                                         | 阿爾梅達劇院                     |                    | [ 157 ]         |
| 2012      | 魔街理髮師                                             | 洛維特太太                                               | 阿德爾菲劇院                     |                    | [ 158 ]         |
| 2013      | 緣移戲劇班                                             | 馬蒂（Marty）                                            | 皇家宮廷劇院                     |                    | [ 159 ]         |
| 2014      | 好人                                                   | 瑪姬·沃爾什（Margie Walsh）                              | 漢普斯特德劇院 諾埃爾·科沃德劇院 |                    | [ 160 ] [ 161 ] |
| 2015      | 吉普賽人                                               | 露絲媽媽                                                 | 薩伏依劇院                       |                    | [ 162 ]         |
| 2017      | 誰怕了維珍妮亞·伍爾夫？                                | 瑪莎（Martha）                                           | 哈羅德·品特劇院                  |                    | [ 163 ]         |
| 2017–2018 | 富麗秀                                                 | 莎莉·杜蘭特·普盧默 （Sally Durant Plummer）              | 皇家國家劇院                     |                    | [ 164 ]         |
| 2020      | 會說話的腦袋 分段：文人淑女（A Lady of Letters）       | 艾琳·拉多克（Irene Ruddock）                             | 倫敦塔橋劇院                     |                    | [ 165 ]         |

## 榮譽
史道頓於2006年新年榮譽中獲授予大英帝國勳章的官佐勳章（OBE），並於2016年新年榮譽中獲授予大英帝國勳章的司令勳章（CBE），兩者皆為表彰其對於戲劇的貢獻。

## 註解
1. ↑  史道頓在每一集裡飾演不同的角色。
2. ↑  包括了作為直接影片選集專題《罪惡之心（英语：Guilty Hearts）》（2011）的一個片段[97]。
3. ↑  自1983年5月起，史道頓接替了茱莉亞·麥肯齊（英语：Julia McKenzie）飾演阿德萊德小姐[130]。
4. ↑  製作於2001年2月轉移至舊維克劇場。
5. ↑  該製作於2014年4月遷至諾埃爾·科沃德劇院。

## 外部連結
- Imelda Staunton在互联网电影资料库（IMDb）上的資料（英文）
- 伊美黛·史道頓在豆瓣上的资料（简体中文）